# Полуметалл (физика твёрдого тела)

Диаграмма заполнения электронных уровней энергии в различных типах материалов в равновесном состоянии. На рисунке по высоте условно показана энергия, а ширина фигур — плотность состояний для данной энергии в указанном материале.
Полутона соответствует распределению Ферми — Дирака (черный — все состояния заполнены, белый — состояние пустое).

Диаграмма зон прямозонного (A), непрямозонного (B) полупроводников и полуметалла (C).
– энергия;
– волновое число;
– ширина запрещённой зоны;
– уровень Ферми;
– дырки в валентной зоне;
– электроны в зоне проводимости.

Полумета́ллы  — в физике твёрдого тела называются различные вещества, занимающие по электрическим свойствам промежуточное положение между металлами и полупроводниками. В отличие от полупроводников полуметаллы обладают электрической проводимостью вблизи абсолютного нуля температуры, в то время как полупроводники (тем более диэлектрики) в этих условиях — изоляторы.
В металлах и полуметаллах уровень Ферми {\displaystyle E_{F}} находится внутри, по меньшей мере, одной разрешённой зоны. В диэлектриках и полупроводниках уровень Ферми находится внутри запрещённой зоны, но в полупроводниках зоны находятся достаточно близко к уровню Ферми для заполнения их электронами или дырками в результате теплового движения частиц.
Характерной особенностью полуметаллов является небольшое перекрытие валентной зоны и зоны проводимости, что приводит, с одной стороны, к тому, что полуметаллы остаются проводниками электрического тока вплоть до абсолютного нуля температуры, а с другой стороны — с повышением температуры число носителей тока (электронов и дырок) возрастает, но всё-таки остаётся небольшим, достигая концентрации до 1018—1020 см−3, или до 10−3 на один атом.
Носители тока в полуметаллах отличаются большой подвижностью и малой эффективной массой. Поэтому полуметаллы — удобные материалы для наблюдения размерных эффектов[прояснить], фазовых переходов полуметалл — диэлектрик в сильных магнитных полях и ряда других явлений в твёрдом теле.